# Autopilot Off
Autopilot Off war eine Punk-Rock-Band aus Orange County, New York. Chris Huges spielte Gitarre, Chris Johnson Gitarre und Gesang, Phil Robinson das Schlagzeug und Rob Kucharek den Bass.

## Geschichte
Autopilot Off entstand 1996 unter dem Namen Cooter. Die Band wurde langsam populär, indem sie mit Bands wie MxPx, Sum 41 oder H₂O spielten. Ihr erstes Album erschien 2000 unter dem Namen Looking Up. 2002 hatten sie Streitigkeiten mit der Band The Cooters, die diesen Namen in Anspruch nahmen. Sie wechselten den Namen deshalb nach Gerichtsverhandlungen auf Autopilot Off. Autopilot Off wurde bei Island Records unter Vertrag genommen.
2005 wurde die damals 10 Jahre alte Band aufgelöst.
Am 23. Mai 2011 wurde auf Facebook eine Seite mit dem Namen Autopilot Off (Official) erstellt.
Im Juni 2011 gaben sie auf ihrer Facebook-Seite bekannt, dass sie an neuen Songs arbeiten.

## Diskografie

### Alben
- Looking Up (2000)
- Make a Sound (2004)

### EPs
- All Bets Off (1997)
- Slick Shoes/Cooter Split (2000)
- Autopilot Off (EP, 2002)
- Regenerator (2003)